# バーバラ・ビュールマン作曲コンテスト
バーバラ・ビュールマン作曲コンテスト（ばーばら・びゅーるまんさっきょくこんてすと、Barbara Buehlman Prize for Composition Contest）は、毎年12月にアメリカのシカゴで開催されているミッドウェスト・クリニックの中で、優勝作品が初演される34歳以下を対象とした作曲コンテスト。
16年間に渡りミッドウェスト・クリニックの事務局長を務め、自身も教鞭をとっていたノースウェスタン大学の吹奏楽団を引き連れ同クリニックに2回出演したバーバラ・ビュールマン（Barbara Buehlman）の功績を称え、アメリカ全土に渡る演奏の機会と表彰の場を提供し、高校や中学校の吹奏楽団(スクールバンド)のために作品を創作する若い作曲家を奨励し支援することを目的として、ビュールマンの名を冠して制定された。

## 詳細
- 偶数年は中学生バンド向け作品部門、奇数年は高校生バンド向け作品部門とする。
- 賞金は高校バンド向け作品部門が3,000ドル、中学校バンド向け作品部門が2,000ドルとする。
- 優勝作品は12月に開催されるミッドウェスト・クリニックで初演される。
- 応募作品は高校バンドに適した6分以内、または中学校バンドに適した4分以内の作品とする。
- 作曲は一人の作曲者によって完成されるものとし、共同作曲は認められない。
- 応募者は34歳以下を対象とする[注釈 1]。
- 応募作品は未出版、未発表の作品に限る。
- アメリカ音楽出版業界であまり主流とされていない集団[注釈 2]の作曲家からの応募を奨励する。
- 応募作品は電子データで提出する。
- 生演奏による録音音源の提出ができない場合は、シンセサイザーによる音源も可とする。
- 応募作品は、アメリカ国内で認知されている作曲家と指揮者で構成される審査員団によって審査される。

## 日本人受賞者
| 回 | 年   | 部門             | 賞   | 曲 名        | 作 曲 者   |
| -- | ---- | ---------------- | ---- | ------------ | ---------- |
| 1  | 2020 | 中学校バンド向け | 優勝 | Dawn(夜明け) | 小田実結子 |
| 5  | 2024 | 中学校バンド向け | 優勝 | Thawing      | 下田和輝   |